# Bouconville-Vauclair
Bouconville-Vauclair ist eine französische Gemeinde mit 184 Einwohnern (Stand 1. Januar 2022) im Département Aisne in der Region Hauts-de-France. Sie gehört zum Arrondissement Laon, zum Kanton Villeneuve-sur-Aisne und zum Gemeindeverband Chemin des Dames.

## Geografie
Die Gemeinde Bouconville-Vauclair liegt im Osten des Höhenzuges Chemin des Dames im Quellgebiet der Ailette, etwa 14 Kilometer südöstlich von Laon und etwa 30 Kilometer nordwestlich von Reims.

## Geschichte
Die Gemeinde wurde 1923 als Bouconville-Vauclerc gebildet. Der frühe Kern der Gemeinde, die kleine Siedlung um die Abtei Vauclerc, die als Ruine noch erhalten ist, wurde gänzlich zerstört. Über die Abtei war Bouconville-Vauclair Zwischenetappe auf der Via Francigena zwischen Laon und Corbeny.

### Bevölkerungsentwicklung
| Jahr                       | 1962 | 1968 | 1975 | 1982 | 1990 | 1999 | 2011 | 2021 |
| Einwohner                  | 226  | 196  | 180  | 184  | 170  | 161  | 194  | 186  |
| Quellen: Cassini und INSEE |      |      |      |      |      |      |      |      |

## Sehenswürdigkeiten
- Kirche Saint-Crépin-et-Saint-Crépinien
- Ruinen der Zisterzienserabtei von Vauclair, gegründet 1134
- Der Hof Ferme d’Hurtebise und das Monument des Marie-Louise et des Bleuets zum Gedenken an die Schlacht bei Craonne 1814 zwischen den verbündeten russischen und preußischen gegen die Truppen des napoleonischen Frankreichs
- Réseau de tranchées, seit 1999 Monument historique
- Schloss La Boves

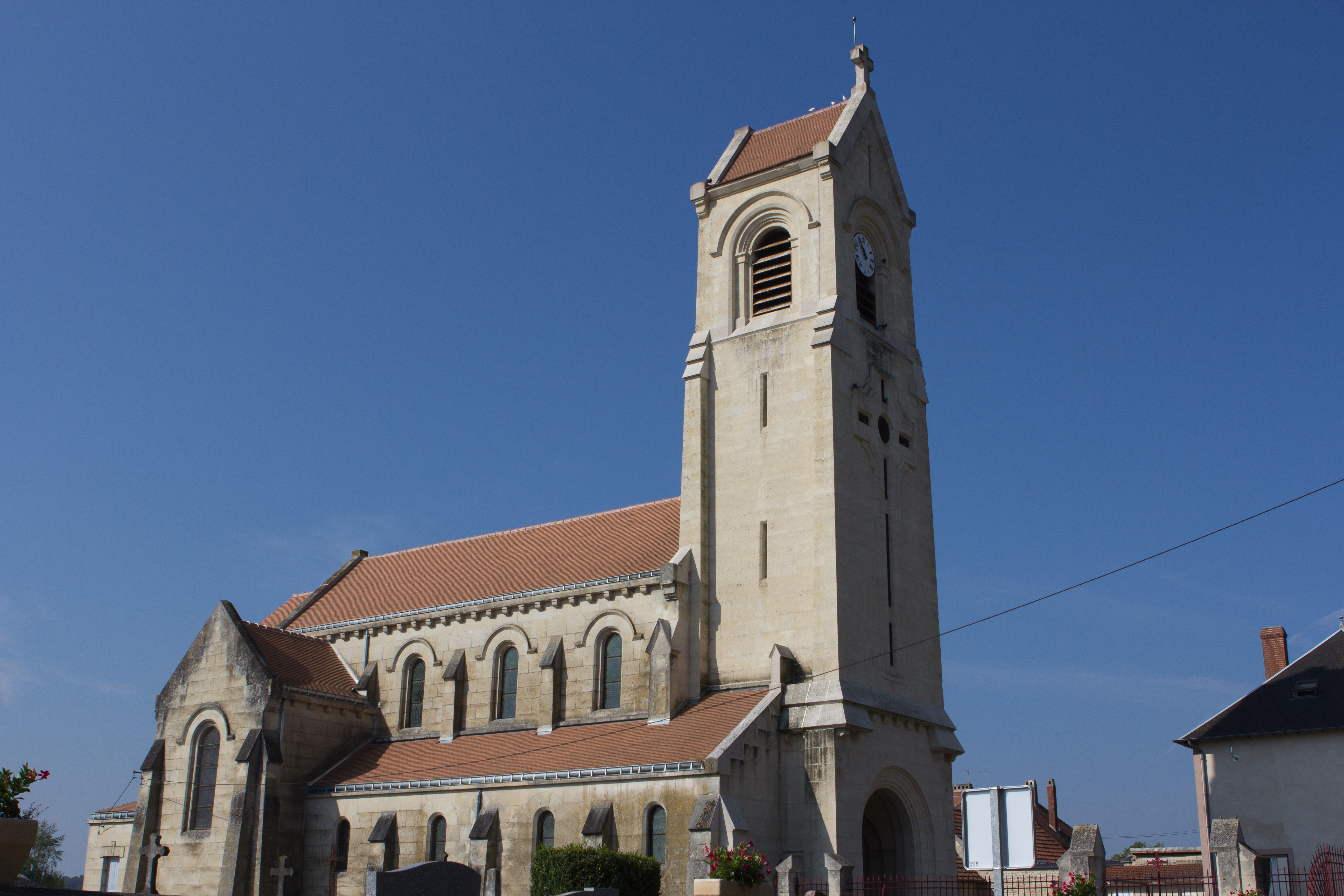
Kirche Saint-Crépin-et-Saint-Crépinien
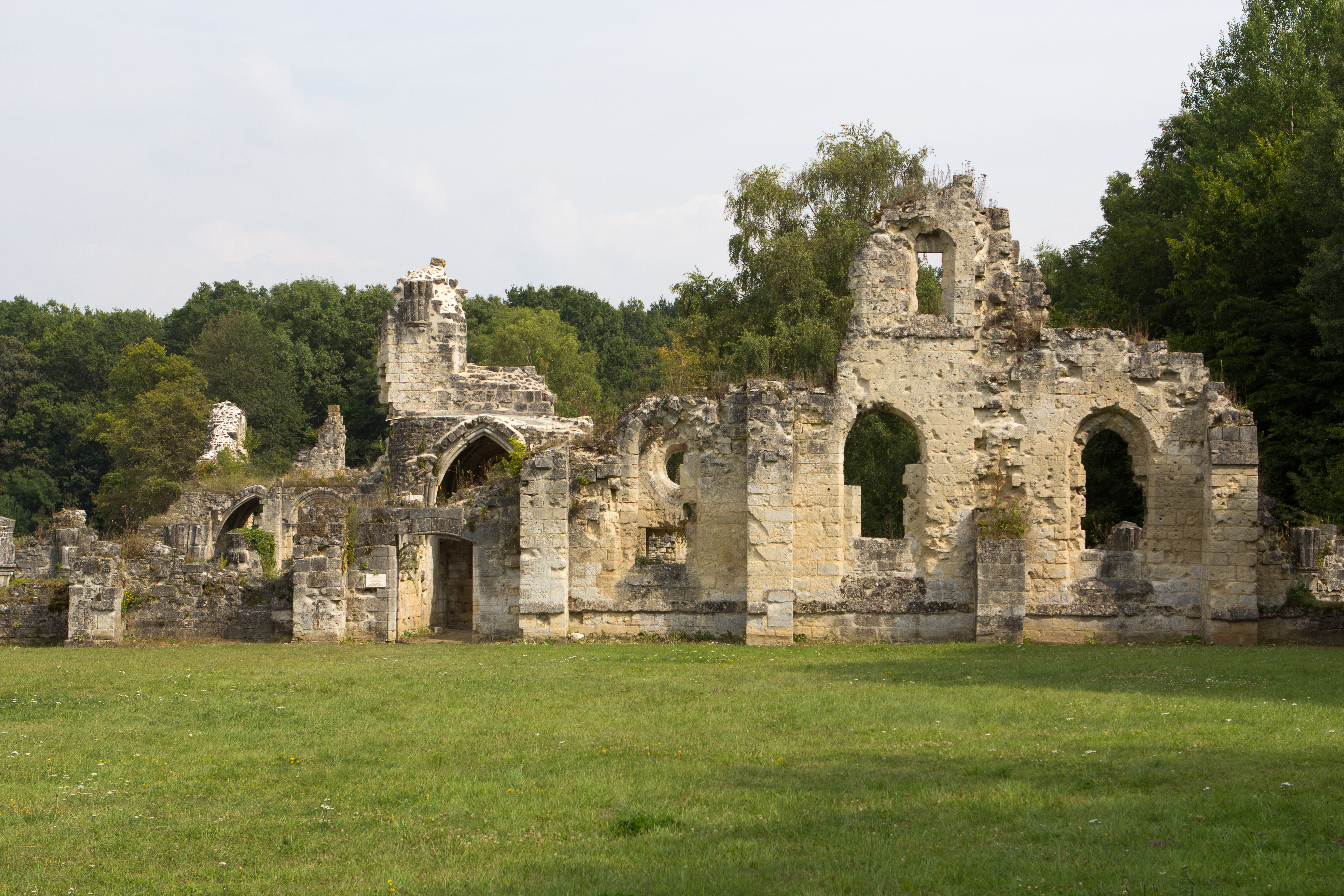
Ruinen der Abtei von Vauclair
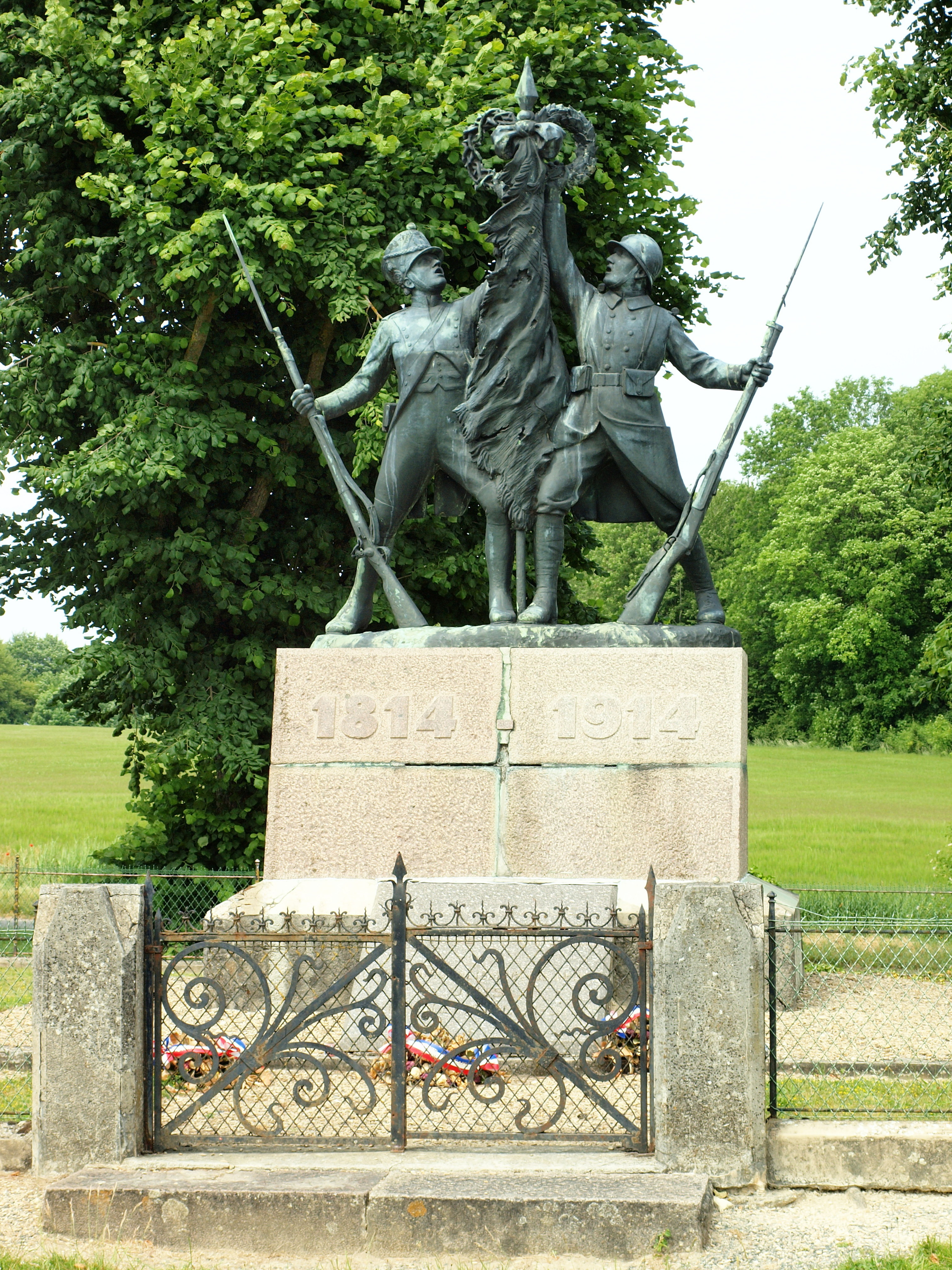
Mahnmal zur Schlacht bei Craonne 1814
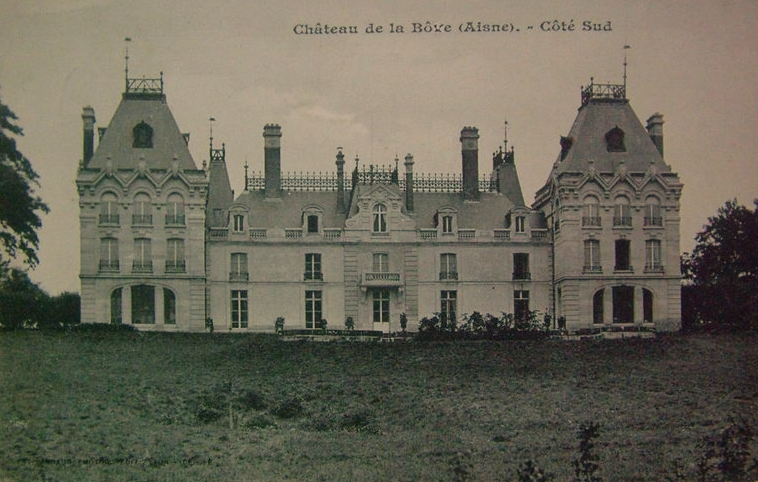
Schloss La Boves zu Beginn des 20. Jahrhunderts